# Roraima
Roraima je brazilský spolkový stát na severu Brazílie. Je součástí Severního regionu a má hranice se spolkovými státy Amazonas a Pará, na severu sousedí s Venezuelou a Guyanou. V Roraimě žije přibližně 637 tisíc obyvatel a má rozlohu 224 298,98 km². Hlavní město spolkového státu je Boa Vista. Většinu území spolkového státu zaujímá tropicky deštný prales. Na severu státu se nachází stejnojmenný národní park Monte Roraima a stolová hora Roraima.

## Města

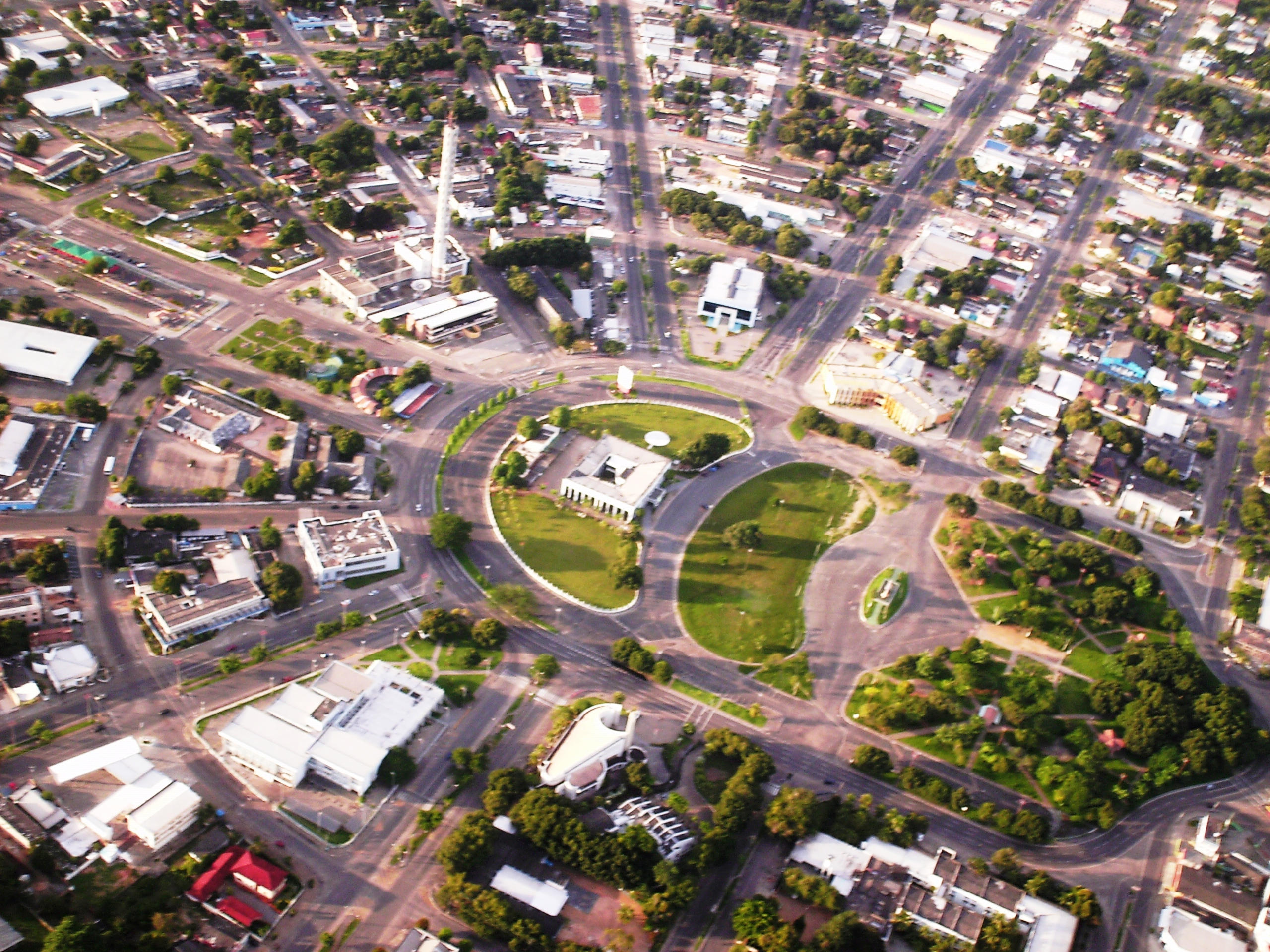
Centrum města Boa Vista

Největší města spolkového státu Roraima, počet obyvatel k 1. červenci 2004:
- Boa Vista – 236 319
- Rorainópolis – 23 599
- Alto Alegre – 21 512
- Caracarai – 17 259
- Bonfim – 12 162
- Mucajai – 11 593
- Canta – 10 213